# Cymothoe kraepelini
Cymothoe kraepelini är en fjärilsart som beskrevs av Schultze 1912. Cymothoe kraepelini ingår i släktet Cymothoe och familjen praktfjärilar. Inga underarter finns listade i Catalogue of Life.